# S’T’A
STA (стилизовано S’T’A) — латвийский хип-хоп дуэт из Риги, Латвия. В состав S`T`A входили рэперы Kurts (полное имя Курт Фридрихссон) и Žaks (полное имя Жак Бернартс). Получили известность после песни «Labais puika».

## История
Коллектив появился на свет в 1998 году, в Риге, Латвия. Участник группы, Žaks (Жак), уже с детства увлекался музыкой, поэтому сам создавал песни. Kurts (Курт) же начал свою карьеру рэпера в 1998 году, когда был основан данный коллектив. Оба рэпера участвовали в создании текстов для собственных песен. Впервые публично коллектив выступал в 1999 году, с синглом «Normāla parādība». В 2001 году коллектив выпустил дебютный альбом «Manas pilsētas skati», состоящий из 11 песен, который считается одним из первых латвийских хип-хоп альбомов. Альбом был записан в квартире рэпера Gustavo. Известность коллектив получил благодаря песне из этого альбома «Labais puika», которую транслировали по латвийскому телеканалу LNT в 2001 году. Песня отражает переживания молодых людей, выросших без отцовского воспитания. В тексте поднимаются темы школьных трудностей, стереотипов и предвзятости со стороны учителей, а также поиск своего места в обществе.
Объединение распалось в 2005 году, когда его участники Žaks и Kurts начали сольную карьеру.

## Дискография

### Альбомы
- Manas pilsētas skati (2001)

### Синглы
- Normāla parādība (1999)